# Femmina
Femmina (Жена) е петият студиен албум на италианската певица Марчела Бела, издаден през 1977 година от музикалната компания Compagnia Generale del Disco.

## Песни
1. Andare – (Джанкарло Бигаци – Джани Бела) (дует с Джани Бела)
2. Pane caldo – (Джанкарло Бигаци – Джани Бела)
3. Femmina – (Джанкарло Бигаци – Джани Бела)
4. Non m'importa più – (Джанкарло Бигаци – Джани Бела)
5. Se tu mi aiuterai – (Джанкарло Бигаци – Умберто Тоци)
6. Treno locale – (Васьор – Вито Палавичини – Джанлуиджи Гуарниери)
7. You and Me – (Тото Кутуньо – Васьор – Вито Палавичини – Джанлуиджи Гуарниери)
8. Abbracciati – (Джанкарло Бигаци – Джани Бела)

|  | Тази страница частично или изцяло представлява превод на страницата Femmina (Marcella Bella) в Уикипедия на италиански. Оригиналният текст, както и този превод, са защитени от Лиценза „Криейтив Комънс – Признание – Споделяне на споделеното“, а за съдържание, създадено преди юни 2009 година – от Лиценза за свободна документация на ГНУ. Прегледайте историята на редакциите на оригиналната страница, както и на преводната страница, за да видите списъка на съавторите. ВАЖНО: Този шаблон се отнася единствено до авторските права върху съдържанието на статията. Добавянето му не отменя изискването да се посочват конкретни източници на твърденията, които да бъдат благонадеждни. |